# Сельхозвузовец
«Сельхозвузовец» — советская команда по хоккею с шайбой из города Челябинска. Клуб был основан в 1954 году. В разные годы команда выступала в первенствах РСФСР, чемпионатах СССР класса А и Б. В сезоне 1956/1957 клуб показал лучший результат, заняв 14 место в высшей лиге. В 1976 году прекратил своё существование.

## Названия
- 1954—1955 — «Наука»;
- 1955—1966 — «Буревестник»;
- 1966—1968 — «Урожай»;
- 1968—1976 — «Сельхозвузовец».

## История
Клуб был основан в 1954 году под названием «Наука» на базе Челябинского института механизации и электрификации сельского хозяйства. Первым тренером и начальником команды был Николай Семенович Сидоренко, который будучи преподавателем кафедры физвоспитания ЧИМЭСХ собрал команду из числа студентов института. В сезоне 1956/1957 нападающий «Буревестника» Владимир Киселёв вошел в тройку лучших бомбардиров чемпионата высшей лиги. Команда участвовала в международных играх. На стадионе ЧИМЭСХ была проведена первая в Челябинске международная встреча по хоккею, с участием хозяев льда «Буревестника» и сборной ГДР.
Из книги С. М. Михалева «Тренер Золотой мечты»:
Сегодня, с высоты прожитых лет, можно смело сказать: годы, проведенные в «Буревестнике», отлично закалили нас. Слабые телом и духом этой школы просто не выдерживали...
В сезоне 1997/1998 команда челябинского государственного агроинженерного университета заявилась во вторую лигу чемпионата России зоны «Урал-Западная Сибирь». Но этот сезон для команды ЧГАУ остался единственным.

### Выступление ХК «Буревестник» в чемпионатах СССР и РСФСР[4]
- 1954/55 выступал в классе «Б»;
- 1955/56 вторая группа чемпионата СССР;
- 1956/57 чемпионат СССР, первая группа, занял 14-е место;
- 1957/58 — вторая группа чемпионата СССР
- 1958—1964 — выступал в классе «Б»;
- 1964/65 — первенство РСФСР;
- 1966—1968 — вторая группа чемпионата СССР;
- 1968—1970 — класс «Б»;
- 1970—1972 — вторая группа чемпионата СССР;
- 1972—1976 — класс «Б».

## Достижения
- Чемпион РСФСР: 1956
- серебряный призёр чемпионата РСФСР: 1964